# 김정두 (1913년)
김정두(金正枓, 1913년 ~ ?)는 대한민국의 정치인이다. 제2대 국회의원이었다.
광주중학교를 3년 마치고 중퇴하고, 대한청년단 순창군 단장을 역임하였다. 제2대 국회의원을 역임하였다.

## 역대 선거 결과
|  | 27.89% |

|  | 26.10% |

## 참고자료
- 김정두 - 대한민국헌정회